# 汉攻大宛之战
漢攻大宛之戰，亦称漢宛戰爭、汗血马之战或天马之战，為漢武帝太初元年（西元前104年）發生的一起西漢與大宛之間的戰爭，前後持續了約四年。
在西方這有時稱為希-中之戰（Greco-Chinese war）因為大宛也許受到了古希臘文化的影響（亞歷山大帝國）。
地點為今烏茲別克斯坦，最終由漢朝獲得勝利。

## 起因
大宛為中亚古国，位于葱岭西北山麓和天山山脉西端的南麓，今烏茲別克斯坦東境费尔干纳盆地一带。该国盛產寶馬，因汗出如血，故稱為「汗血馬」，又被譽為「天馬」。汉武帝建元三年（前138年）—元朔元年（前128年），張騫第一次出使西域時，途經大宛國得知此寶馬，引來漢朝覬覦。西元前104年，漢武帝劉徹為了得到汗血馬，於是命車令為使，帶黃金二十萬兩及一匹黃金鑄成的金馬去貳師城（今吉尔吉斯斯坦奥什）求換汗血馬。大宛王毋寡拒絕，「漢使怒，妄言，樵金馬而去」，大宛王見漢使無禮，命東部屬邑的郁成王攔住漢朝使節出入，並殺死使團，奪走財物。消息传到漢武帝耳里，大怒，遂下令攻打大宛。由於公元前110年汉武帝曾命赵破奴率屬國匈奴七百騎兵奇袭樓蘭，並虜其王，因此對大宛的兵力輕視以待之。

## 过程

### 第一次戰爭
當時漢武帝正寵愛李夫人，欲使李氏家族封侯。由於漢高祖規定沒戰功者不得封侯(非封侯不得拜相)，於是武帝遂任李夫人的长兄李廣利為貳師將軍，趙始成為軍正、李哆為校尉，浩侯王恢为向导，率屬國六千騎與郡國步兵數萬人以討。期至貳師城取善馬，故號「貳師將軍」。當年正是太初元年（前104年）。西域路遠，沿途小國又閉門拒供，漢兵抵達郁成城時不過數千，皆飢餓疲憊。攻郁成，遭大破，殺傷甚重，引兵而還。往來二年，漢軍回到敦煌時，減員達十之八九。李廣利上書請求罷兵，武帝震怒，下令退入玉門關者立斬，李只得在敦煌屯兵。

### 第二次戰爭
公元前103年夏，浞野侯趙破奴擊匈奴，滅其所部二萬騎兵。朝臣認為此時應暫停進攻大宛，全力打擊匈奴。然而漢武帝認為，大軍已發，卻不能降伏大宛小國，西域諸國將輕視漢朝，有損漢朝對西域的控制，因此堅持繼續進攻大宛。武帝將竭力反對出兵大宛的鄧光等人下獄問罪，然後準備第二次遠征。武帝下令赦免囚徒，發惡少年及邊騎六萬人，馬三萬匹，牛十萬頭，五十餘名校尉挾厚備再討。更遣水利工匠隨師，預備將大宛城外的河川改道，使其無水可用。更發戌甲卒十八萬屯于酒泉、张掖北、居延为後勤。前102年，貳師將軍李廣利率大軍出敦煌。這一次西域諸國畏懼，紛紛壼漿簞食以迎，只有輪台（在今新疆维吾尔自治区輪台縣境内）閉拒。李廣利怒，下令攻城；漢軍數日後破城，屠輪台。漢軍主力三萬先抵大宛，宛兵退守郁成，李廣利繞過該城，直取大宛首都貴山城。宛兵出城迎擊，遭漢兵以弓弩射敗，退回城內堅守。漢軍斷其水源，圍攻四十餘日，毀其外城，俘虜大宛貴族勇將煎靡，宛人驚恐逃入內城。大宛貴族怨其王毋寡，殺之，持首級赴漢營求和。表示若漢軍停止進攻，宛願貢獻良馬，並供給漢軍糧食；如不停戰，則殺盡良馬，而康居援軍將至，從內外對抗漢軍。是時康居偵查漢軍，但尚不敢出兵。李廣利聽聞宛城中新得秦人（中國人），懂得鑿井，且城內糧食尚足，可堅守到底，康居若來救宛，恐對漢軍不利。便與大宛約定漢軍不入中城，取其善馬數十匹，中等以下公母馬三千餘匹，又立與漢親善的昧蔡為宛王，後撤兵。
另外，在李廣利的主力部隊繞過郁成城，前往貴山城時，校尉王申生、曾任鴻臚的壺充國等千餘人到達郁成，向守軍索要食物和飲水遭拒。郁成守軍窺知申生軍人少，便於清晨以三千人突襲，殺死王申生等人，僅數人脫逃回主力部隊。李廣利令搜粟都尉上官桀率兵攻破郁成，郁成投降，郁成王逃往康居。上官桀追至康居，康居聞漢軍已打敗大宛，遂交出郁成王，後為桀部屬上邽騎士趙弟殺死。
此役漢軍戰死者不多，也不缺糧，但由于将官貪腐、不體恤士卒，回到玉門關僅萬餘人，軍馬千餘匹，損失不可謂不重。

## 影響
漢武帝知勝利大喜，封廣利為海西侯、趙始為軍正大夫、上官桀為少府，軍官各有封賞，士卒賜直四萬金，充軍罪犯免罪。一年多後（前100年），大宛貴族認為昧蔡過於諂媚漢朝，使國家被剝削，遂發動政變殺死昧蔡，另立毋寡之弟蟬封為宛王。漢朝無奈也只能承認，並與蟬封約定每年獻天馬二匹。
大宛素為西域強國，被擊敗後，諸國震懼。漢朝自敦煌以西至鹽澤，沿途修築烽燧亭障，並於輪台、渠犁一帶實行軍事屯田，置使者校尉管理，為漢使提供住處和糧食飲水。在西域都護府正式設置之前，使者校尉實際上成為代表漢廷領護数百个汉地屯田士兵。西域诸国亦纷纷遣使來朝，使中亞与中國交往日益頻繁，但此时西域仍在匈奴统治之下。